# Liceo José Victorino Lastarria
El Liceo José Victorino Lastarria A-45, originalmente llamado Liceo N.º 5 de Hombres de Santiago, es uno de los establecimientos educacionales emblemáticos, tradicionales y de excelencia de la educación pública en Chile, creado en 1913 bajo el gobierno de Ramón Barros Luco. A partir de 2019 la Municipalidad de Providencia establece al colegio como mixto.
Actualmente, el Liceo Lastarria es un establecimiento que imparte la modalidad de educación general prebásica (kínder), educación general básica N.B.6 (1.º a 6.º básico) y de educación media científico-humanista de 7.º básico a 4.º medio. Tiene una cifra cercana de 3100 alumnos inscritos en 68 cursos, más de 200 funcionarios y una infraestructura de 10 194 m².
En el ranking histórico 2003-2010 de la PSU el Liceo Lastarria es considerado el 3.er mejor establecimiento educacional municipal de todo el país y el 92.º de todos los establecimientos educacionales, tanto particulares como subvencionados y municipales a nivel nacional, con una ponderación histórica de 631.05 y 450 alumnos promedio que rinden la prueba año a año. Además, el Liceo está acreditado por el SNED (Sistema Nacional de Evaluación del Desempeño), lo que significa que está reconocido como un Liceo de Excelencia Académica 2014-2015, y está reconocido por el MINEDUC como Liceo Tradicional. Se sigue realizando prueba para admisión.

## Historia

### Proceso de fundación y fortalecimiento institucional

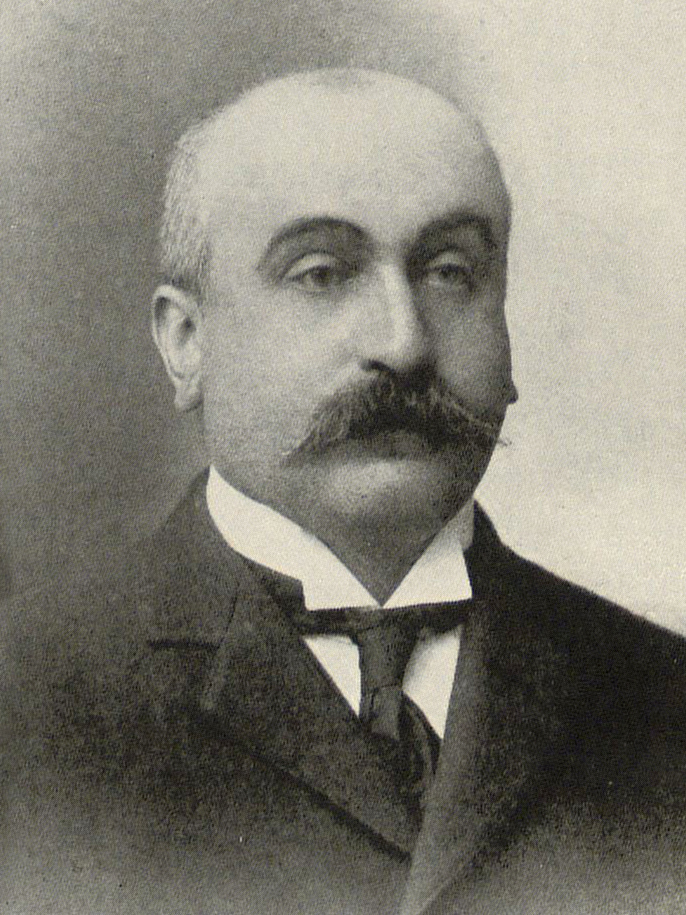
Domingo Amunategui Solar, Fundador del Liceo Lastarria.

El martes 1 de abril del año 1913, se firmó el decreto de fundación del liceo de segunda clase, N.º 5 de Hombres de Santiago. El Decreto de fundación lleva las firmas del presidente de la República Ramón Barros Luco, su ministro de Instrucción Pública Aníbal Letelier y el Rector de la Universidad de Chile Domingo Amunátegui Solar. Posteriormente se tomó la decisión de llamarlo "Liceo N.º 5 de Hombres de Santiago José Victorino Lastarria", en honor al escritor, político y revolucionario chileno José Victorino Lastarria.
El martes 29 de abril de 1913, el presidente de la República Ramón Barros Luco y su ministro de Instrucción Pública Aníbal Letelier firmaron el decreto que nombró al Sr. Tomás Guevara Silva como el primer rector del Liceo N.º 5 de Hombres de Santiago.
El domingo 1 de junio de 1913, se fundó el primer Liceo en “los extramuros del sector oriente” para atender a “los niños y juventud de los parcelas, cantinas y lecherías del sector”:  el Liceo de Hombres N.º 5 de Hombres de Santiago actual Liceo José Victorino Lastarria. Este pequeño establecimiento abrió sus puertas con cuatro cursos —dos preparatorias y dos de humanidades— y 120 alumnos, recibiendo a casi todos los niños de la comuna de Providencia.
La idea fue del entonces Rector de la Universidad de Chile, Domingo Amunátegui Solar, quien decidió llamarlo como el abogado y político liberal José Victorino Lastarria.

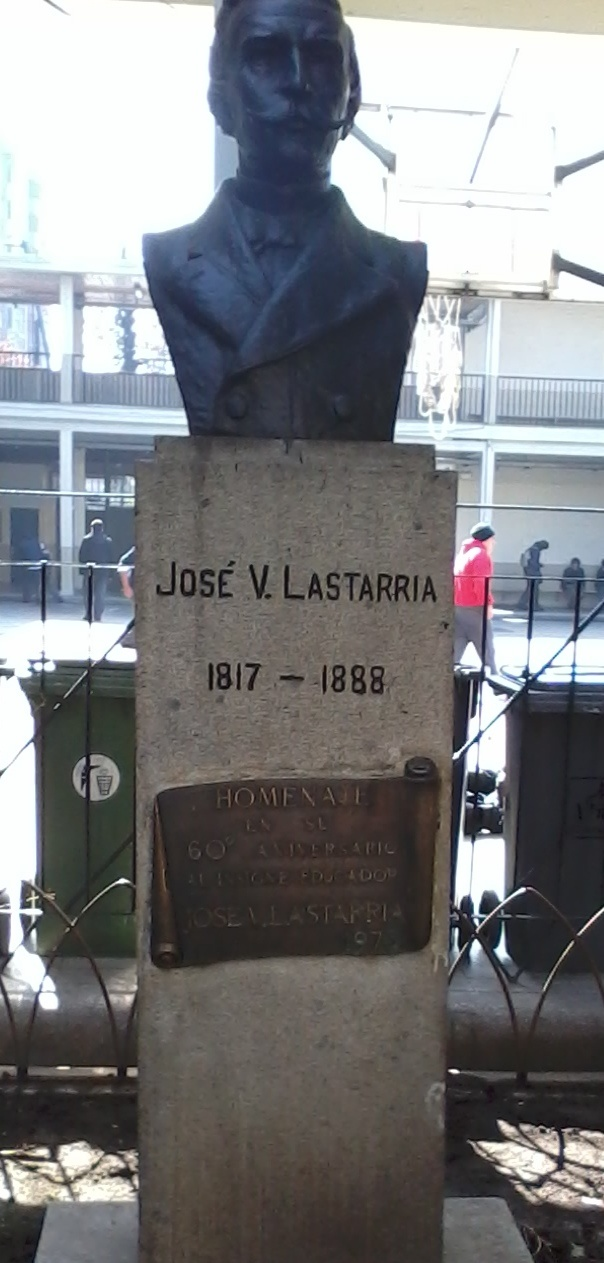
Busto de José Victorino Lastarria en el Liceo Lastarria durante la toma de 2012

Desde su fundación, el Liceo ocupa el mismo terreno, aunque originalmente se instaló en tres casas arrendadas al obispo Miguel Claro en la esquina de la calle que hoy lleva su nombre con Av. Providencia, hasta que en 1929 el Ministerio de Obras Públicas construyó más edificaciones.
Su primer rector fue el filólogo de la lengua araucana, profesor de castellano y filosofía, don Tomás Guevara Silva. Este dirigió el colegio durante 14 años, en la época en que el patio del establecimiento llegaba hasta el Río Mapocho. El rector Guevara dirigió el Liceo con la colaboración los señores Carlos Calderón Vergara y Alberto Ossa, como inspector general el primero, e inspector el segundo. El primer equipo del personal docente estuvo integrado por los señores José Manuel Castillo, de Historia y Geografía; Maximiliano Cid, de Inglés; Armando Carrillo, de Francés; los Pbros. Agustín Erazo y Ricardo Canales, en Religión; Manuel Núñez y José Manuel Estay en los cursos de preparatoria, mientras que el personal auxiliar estuvo integrado por los señores Romilio Miranda y Luis Zamorano.
El 25 de agosto de 1913, se formó el tercer grupo de Scouts más antiguo de Chile perteneciente a este Liceo y el cual fue formado por exdirigentes del grupo Brigada Central y alumnos del Instituto Nacional José Miguel Carrera.
En 1918, la I. Municipalidad de Providencia aprobó una subvención para la creación de una escuela nocturna en el Liceo.
En 1926, el Club Social y Deportivo Colo-Colo creó sus divisiones inferiores a cargo del mítico profesor del Liceo David Arellano y su hermano Alberto Arellano, estas divisiones estaban conformadas principalmente por los alumnos del Liceo de Hombres N.º 5 José Victorino Lastarria.

### Incendio y construcción del Actual edificio
Entre 1927 y 1928, ocupó el cargo de rector Ulises Vergara Osses, quien fue secundado por Clemente Canales Toro como inspector general. Ambos fueron ascendidos (rector e inspector general, respectivamente) al Instituto Nacional José Miguel Carrera el 5 de diciembre de 1928, por orden del Supremo Gobierno.
En 1928, el Liceo sufrió un voraz incendio que destruyó completamente el edificio, dando inicio a la construcción del actual edificio y fue dirigido por el Sr. Emilio Muñoz Mena (unos pocos meses), y luego por el Profesor de Castellano Juan Nepomuceno Durán Muñoz. En este mismo año la biblioteca del Instituto Nacional donó 279 libros al Liceo, por la demolición de su edificio. La gestión del rector Durán fue secundada por Ernesto Pereda (por un breve tiempo), y luego por Humberto Aymerich Toro, en el cargo de inspector general hasta 1947, la gestión del rector Durán duró hasta el año 1944; durante su gestión se crearon más cursos, se fundó la sección de medio-pupilaje, se inició la construcción del actual edificio, y se fomentó la actividad deportiva y cultural. A este Rector se le debe la letra del Himno del Liceo, cuya música es del compositor y profesor del Liceo Carlos Cruz Melo.
Desde 1944 hasta 1946, el Profesor de Castellano José del Carmen Gutiérrez Fredes dirigió el liceo con el cargo de Rector. El año 1946 y bajo la Rectoría del Sr. Gutiérrez se creó el Centro de alumnos del Liceo Lastarria (CALL). Posteriormente asumió la Rectoría el Sr. Francisco Barrientos Montalva en la calidad de interino, seguido a su vez por Belisario Avilés Avilés, quien llegó a la rectoría del Liceo en marzo de 1947 y la dejó en diciembre de 1963. El rector Avilés fue secundado por Ramón Molina Guzmán en el cargo de inspector general. La gestión del rector Avilés se singularizó por el ritmo acelerado de su progreso, especialmente en los trabajos de edificación. Fue habilitado el sector de calle Miguel Claro, rectoría, vestíbulo, Inspectoría General, casa del rector, casa del ecónomo y sala de profesores. Fueron embaldosados los patios de humanidades y preparatorias, construyéndose cómodos servicios higiénicos, se amplió la capacidad del salón de actos con una nueva gradería, igualmente fueron equipados los gabinetes de Química y Física. Mediante la expropiación del terreno colindante en el costado oriente se ensanchó el liceo y se construyó de un nuevo pabellón de 3 pisos con 18 salas de clases, un patio cubierto y una moderna cancha de baloncesto. Gracias a las gestiones que realizó el rector Avilés con el gobierno de la época se cedieron para el establecimiento los terrenos del refugio El Tabo y Lo Valdés. En 1954, se creó un segundo cargo de inspector general, el cual fue desempeñado en esos años por: Hernán Fuenzalida W, Pedro Fernández Riffo y José L. González. El 24 de agosto de 1955 en un sencillo acto presidido por el rector Avilés y los inspectores Generales Ramón Molina Guzmán y Hernán Fuenzálida, se creó el Centro de Padres y Apoderados del liceo, el cual fue dirigido en una primera instancia por el Sr. Darío Verdugo (1955-1957), y que obtuvo su representación jurídica por Decreto Supremo de Justicia N.º 2397 el 10 de noviembre de 1963.

### Del apogeo a la crisis
En 1959, el Centro de Padres hizo adquisición en los Estados Unidos de un bus marca Chevrolet para facilitar el traslado de los alumnos.
El 1 de marzo de 1964, llegó al liceo el inspector general del Instituto Nacional Sr. Agustín Candia Valdebenito con el cargo de rector, retirándose del Liceo en 1971. En junio de 1964 se creó el cargo de vicerrector, cargo que fue designado a Ramón Molina Guzmán.
En 1964 se comenzó a impartir un “plan variable” con ramos como contabilidad, folclore, taquigrafía, cerámica, periodismo escolar, etc. Igualmente se preocupó para obtener los fondos necesarios para la construcción de un refugio cordillerano, para el Club andino del liceo, y para la construcción de un nuevo pabellón de cuatro pisos frente a la avenida Providencia, además de una gran Aula magna, biblioteca, gabinetes y todas las dependencias del sector de medio pupilaje. En 1965, el liceo contaba con 41 cursos de humanidades y 11 de preparatorias, más una matrícula de 2400 alumnos, 600 de ellos de medio pupilaje. El 7 de mayo de 1967, se fundó el refugio cordillerano "Lo Valdés", ubicado en Villa Grande, frente a lo Valdés. La ceremonia de inauguración fue presidida por el alcalde de la comuna de Providencia, don Emeterio Larraín Bunster, las autoridades del liceo, profesores y alumnos. El refugio contaba con : una extensión de 350 metros cuadrados y canchas de SKY. En el mismo año, se expropiaron 2100 metros cuadrados de terrenos del Liceo, destinados a la construcción del metro y de la Av. Nueva Providencia (ex 11 de Septiembre) , perdiéndose toda la sección de medio pupilaje y la pérdida de 4 salas del sector de Humanidades.
Bajo la rectoría de Ramón Molina Guzmán, entre 1971 y 1972, la situación política comenzó a afectar la vida del liceo. Se sucedieron varias tomas y retomas, que dieron gran protagonismo al estudiantado, en particular bajo el liderazgo de Andrés Allamand, alumno del liceo y dirigente de la FESES.
En 1972, fue elegido Rector Francisco Araus Camus, quien permaneció en el cargo hasta 1975. Bernardino Silva Rioseco lo hizo entre 1975 y 1976; Alejandro Karelovic Kirigin en 1976 y el vicerrector Raúl Pérez Torres fue designado como Rector interino en el año 1976.

### Período Abarca, de la crisis a la excelencia nacional
El miércoles 15 de junio de 1977, llegó a la rectoría por primera vez una mujer: María Eugenia Abarca Carrasco, Profesora de Estado en Historia, Geografía y Educación Cívica, quien se desempeñó hasta el año 2008 como rectora del Liceo Lastarria. Cuando asumió —“un 15 de junio, día miércoles”—, ya había estado como Inspectora General en los emblemáticos Liceo de Aplicación y Liceo Valentín Letelier de Santiago. Según ella, ni en su peor pesadilla imaginó lo que la esperaba en el Lastarria: baños tapados, olor a desagüe, cañerías rotas, vidrios tapados con diario, bancos rotos. A tono, alumnos desaliñados y displicentes junto a profesores desmotivados. Pensé que más que un servicio, me habían designado un castigo, jajajaja", recuerda con su voz firme y ronca. Pero ni entonces ni nunca María Eugenia fue persona de dejarse ganar. Sin recursos y golpeando puertas, entre sus conocidos consiguió materiales y mano de obra. Uno le arregló los baños, otro el sistema eléctrico, alguien puso los 135 vidrios faltantes en las salas y un grupo de conscriptos dejó los bancos como nuevos. Apenas 10 días después, justo tras vacaciones de invierno, el Lastarria era otro, y ella pidió a profesores y alumnos también ser otros. Voluntariosa y de armas tomar, a la vez de simpática y afectuosa, poco a poco fue resucitando en lo humano y en lo académico el espíritu Lastarrino que había enorgullecido a tantas generaciones. En 1996, recibió otro desafío, ser candidata para el cargo de concejal de Providencia: como residente de las Torres de Tajamar, era una vecina respetada y así fue como a su cargo de directora, sumó el de autoridad comunal durante cuatro años. "Nunca hubo interferencia. Como directora me debía a la CDS y como concejala, a la comuna”. Cuando dejó 'su' liceo tenía casi 80 años y el entusiasmo intacto. También, el orgullo enorme de entregar un establecimiento con 3500 alumnos —casi cuatro veces que al ser nombrada—, excelentes resultados académicos —sus puntajes nacionales en la PSU son un clásico— y una infraestructura bien mantenida y cuidada.
Pero más que todo eso, la alegría de haber logrado rescatar la mística del Lastarria. Había cumplido su misión (extracto de la entrevista realiza por la corporación de desarrollo social de Providencia en sus 30 años). El trabajo de su dirección en el liceo estuvo plasmado en 30 generaciones, que de seguro la recordarán como una Rectora muy enérgica y de mano extremadamente dura, incluso hasta inflexible, pero a la vez muy humanitaria y solidaria. Su gran personalidad y fortaleza de carácter constituyen la importancia de la disciplina existente en el establecimiento. Durante su periodo los profesores "corrían" a las salas de clases y los alumnos le tenían un respeto enorme. Bajo su mando, el Liceo Lastarria ganó un gran prestigio, reconocimiento a nivel nacional y cumplió a cabalidad su Misión y Visión. María Eugenia Abarca Carrasco obtuvo varias distinciones que destacaron su labor entre las cuales cabe destacar:

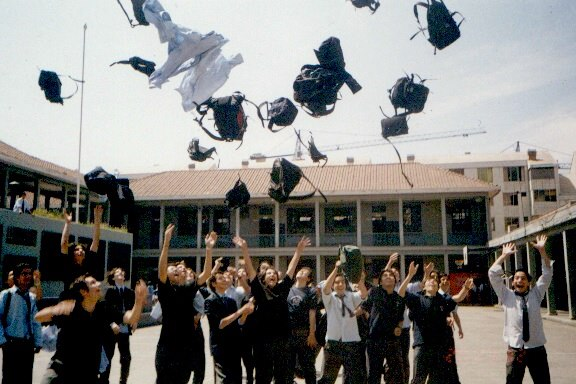
Último día de clases de un cuarto medio en el patio de honor.

- “La Gran Dama”, premio entregado en 1980 por TV Nacional de Chile a la Mejor Educadora.
- Premio “Andrés Bello” por el Instituto Nicaragüense “Rubén Darío” (Medalla de Honor) en 1984.

El 2 de febrero de 2017 fallece en Chillán, lugar en que residía posterior a su retiro del Liceo Lastarria.
Con la reforma educacional en el año 1981, el establecimiento se traspasa al sistema municipal subvencionado de la Municipalidad de Providencia, lo que lleva a que en el año 1982 se ajustara un sector nuevo dentro de los terrenos del Liceo para crear la sección de Enseñanza Básica (kínder a 6.º básico).
El 2000, la I. Municipalidad de Providencia le expropió al Liceo el sector oriente, para ser traspasada a la institución "Juventud Providencia" o "Juventud 2000", perteneciente a la I. Municipalidad de Providencia.
El domingo 24 de octubre de 2004, en virtud a la invitación efectuada por la Armada de Chile, una delegación de treinta y tres alumnos, un profesor, 4 apoderados y la Rectora Abarca tuvieron el privilegio de ser el primer curso en zarpar en la historia del Buque escuela Esmeralda. El Viaje se realizó desde el Puerto de Valparaíso hasta el Puerto de Talcahuano.
El 2006, el Liceo Lastarria se sumó activamente a la llamada “Revolución de los pingüinos“. La revolución de los pingüinos es uno de los movimientos sociales más recordados de la historia reciente, allí el Centro de Alumnos de la época participaron activamente de diversas reuniones con otros centros de estudiantes de colegios emblemáticos, y poco a poco se fueron incorporando otros establecimientos llegando a ser una de las movilizaciones más grandes en el país, destacado por el gran apoyo de la sociedad civil, la extensión de esta movilización y el nivel de organización de los líderes secundarios. El CALL 2006 estaba compuesto por Federico Hernández, Gustavo Poblete, Esteban Lizana, Juan Henríquez (actual profesor del liceo) y Matías Ponce.

### Dirección de Claudio Román, un período de transición
El 2008, la rectora abarca dejó sus funciones por retiro voluntario en el mes de enero, posteriormente asumió el cargo de rector el vicerrector Claudio Román Farías, egresado de la Universidad de Chile en 1969, obteniendo el título de profesor de Estado de Artes Plásticas. Román durante más de una década estuvo ligado a roles administrativos. En el año 1993, asumió el cargo directivo de inspector general de la Primera Jornada del establecimiento y luego en el año 2004 es nombrado vicerrector del establecimiento por la Corporación de Desarrollo Social de Providencia cargo que desempeñó hasta el año 2007, en reemplazo de Jorge Guzmán quien se debió retirar por problemas médicos.

### Dirección de Cecilia Tapia, crisis y preparación del Gran Centenario
A partir de febrero del 2009, asumió por Concurso Público como Directora la Sra. Cecilia Tapia Araneda, quien egresó de la Universidad de Chile como profesora de Física en el año 1977, posteriormente obtuvo los títulos de Psicopedagoga, Profesora de Religión, licenciada en Educación y el grado de Magíster en Administración y Gestión Educacional. Hasta el año 2008 se desempeñaba como directora del Internado Nacional Femenino y como Inspectora General de la Tercera Jornada del Liceo Lastarria.
El 2010, se creó el cargo de coordinador académico, quien es la segunda máxima autoridad institucional a cargo de toda el área técnico-pedagógica del Liceo. El primer coordinador académico fue el exalumno Luis Cid Asenjo. Actualmente ejerce el cargo el Sr. Jorge Galaz Navarro.
En la Prueba de Selección Universitaria 2011 el Liceo Lastarria logró un hito al conseguir 10 puntajes nacionales en Matemática y 1 en Historia, consiguiendo el tercer lugar a nivel nacional de colegios con más puntajes nacionales, consolidándose como unos de los mejores establecimientos educacionales del país.
El 20 de abril del 2011, el biministro de Minería y Energía, Laurence Golborne; el alcalde de Providencia, Cristián Labbé; el rector de Duoc UC, Jaime Alcalde; y el gerente general de Metrogas, Eduardo Morandé, lanzaron en el "Salón Auditorium José Victorino Lastarria" el primer programa E-Learning sobre eficiencia energética, destinado a alumnos de 5.º a 8.º básico.
El día 13 de junio de 2011, el Liceo Lastarria se suma al Movimiento estudiantil de 2011, declarándose en estado de toma. Estado en el cual estuvo más de 8 meses.
El día 23 de septiembre del 2011, el alcalde de la comuna de Providencia Cristián Labbé, señaló dentro de sus decisiones el cierre por primera vez en su historia del proceso de admisión del Liceo Lastarria para aquellas personas que no fueran de la comuna Providencia y señalando que el 85 % de los alumnos (que no son de la comuna), vale decir, unos 2900 de los 3500 alumnos del liceo tendrán que buscarse establecimiento educacional dentro de los próximos cinco años, ya que su municipalidad se abocará a enseñar y entregarle la educación de excelencia solo al 15 % de los alumnos que residen en dicha comuna, acto que nunca pudo llevar a cabo.
El día domingo 11 de diciembre del 2011, el liceo sufrió un incendio que afectó a las dependencias de la biblioteca de Enseñanza Media, biblioteca de básica (dependencias en desuso desde marzo de 2011) y oficinas de UTP. Gracias a la rápida llegada del Cuerpo de Bomberos de Santiago, este incendio no pasó a mayores.
El 13 de enero del 2012, el CALL y los alumnos de la toma del Liceo llamaron a una conferencia de prensa, en la cual dieron a conocer que se bajaba la toma del Liceo, esta noticia fue de nivel nacional, producto de la gran trascendencia del Liceo Lastarria en el Movimiento Estudiantil.
El 13 de mayo de 2012, el liceo fue sede de la primera primaria ciudadana de Chile.
El 18 de junio de 2012, el Rector de la Pontificia Universidad Católica de Chile el Sr. Ignacio Sánchez Díaz visitó el Liceo, con el objetivo de dar a conocer la UC a los alumnos del "Lastarria", actividad organizada por el Orientador del Liceo profesor Luis Fuentes F.
El 2 de julio de 2012, la directora Tapia presentó una licencia médica por 15 días, prolongándose ésta hasta diciembre del mismo año. Producto de esta licencia médica justo cuando la "Comunidad Lastarria" criticaba fuertemente su gestión asumió la Dirección con el cargo de "subrogante" su cuñada y Subdirectora la Sra. Gladis Pardo de La Cerda.
El 17 de agosto de 2012, el liceo nuevamente se declaró en "Estado de toma" apoyado por un 60.06 % del alumnado, con el propósito de lograr un consejo escolar resolutivo y una investigación sumarial a la Directora Tapia por encontrar falencias en su liderazgo y la ilegalidad del PEI, manual de convivencia escolar 2012 y del consejo escolar. Pese a esto, la toma se bajó tras un mes, debido a la falta de cuórum en la votación que decidiría el estado del Liceo.

### Dirección de Malva Venegas y el Gran Centenario
Recién a fines de 2012, la Directora Tapia autorizó la formación de una comisión para el Centenario del Liceo. Por decisión de la Directora Tapia la Profesora de Historia, Geografía y Ciencias Sociales Sra. Magdalena Díaz Conejera asumió el liderazgo de todas las actividades relacionadas con el centenario.
En enero de 2013, se reunió la comisión centenario a nivel de Liceo, siendo esta la última actividad oficial de la directora Cecilia Tapia Araneda.

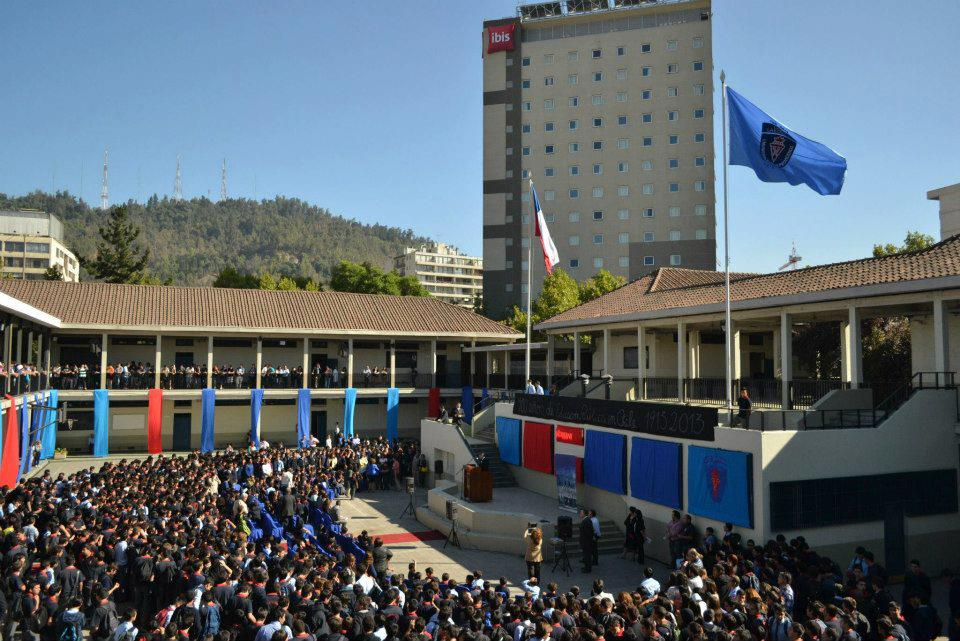
Inicio de clases, 1 de marzo de 2013.

El viernes 22 de febrero de 2013, se informó de la renuncia al cargo de Rectora de la Señora Tapia. El miércoles 27 de febrero, asumió la Rectoría del Liceo la Sra. Malva Cristina Venegas Asenjo, exalumna del Liceo N.º 7 de niñas; Profesora de Estado en Matemática, Universidad de Chile; doctora en Pedagogía, Otto-von-Guericke University Magdeburg de Alemania y hasta ese entonces Coordinadora del Departamento de Matemática del Ministerio de Educación de Chile. Durante la primera semana de marzo el "Equipo de Gestión" sufrió varios cambios de personal, principalmente en el área de la Enseñanza Básica, además se creó el Cargo de Jefe de Unidad Técnico Pedagógica (UTP) de Segunda Jornada de Enseñanza Media, cargo que se le designó al Sr. Javier Insunza Mora.
El 1 de marzo de 2013, se dio inicio al año escolar del Gran Centenario. En dos grandes actos cívicos se dio el punta pie a las actividades masivas del Gran Centenario. Los actos cívicos contaron con la presencia del Secretario General de la Corporación de Desarrollo Social de Providencia Sr. Harry Abrahams, el director de Educación Sr. Javier Jiménez, directivos, profesores, apoderados, alumnos y exalumnos, vale decir, la comunidad en pleno del Liceo Lastarria.

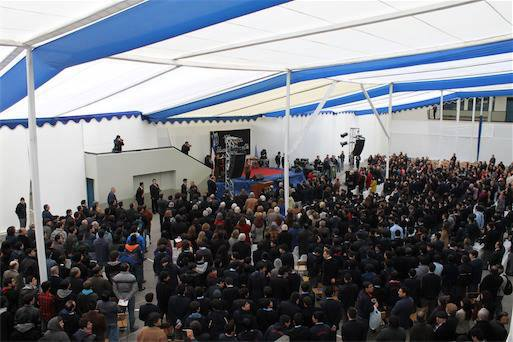
Ceremonia oficial del centenario del Liceo Lastarria

El 19 de marzo de 2013, en un solemne acto cívico realizado en el "Salón Auditorium José Victorino Lastarria" se celebró la fundación de la Gran comisión Centenario. La gran comisión está integrada por notables ciudadanos de la Nación, entre ellos : Josefa Errázuriz, Alcaldesa de Providencia y presidenta de la Gran Comisión; Víctor Pérez Vera, Rector de la Universidad de Chile; Luis Riveros, Gran Maestro de la Logia de Chile y exrector de la Universidad de Chile; Ramón Latorre, exalumno y profesor de la Universidad de Harvard, Premio Nacional de Ciencias Naturales de Chile año 2002; Raúl Zurita,  exalumno y Premio Nacional de Literatura de Chile año 2000; Guacolda Antoine Lazzerini (105 años), exprofesora (1928-1957) más antigua viva del Liceo Lastarria y Decana de Matemática, Física y Química de la Universidad de Santiago de Chile; Malva Venegas Asenjo, doctora en Pedagogía de la Otto-von-Guericke University Magdeburg y Directora del Liceo José Victorino Lastarria.
Desde el 27 al 29 de mayo, se vivió la feria científica institucional que contó con múltiples proyectos de alumnos y profesores. Además, el lunes 27 el doctor en Física Rodrigo Vicencio dio una charla sobre óptica y lo propio hizo el profesor de Física y miembro de la Comisión Chilena de Energía Nuclear Gustavo Venegas sobre la Energía Nuclear en Chile.
El 1 de junio de 2013, a las 08:30 horas el orfeón de Carabineros de Chile realizó el saludo oficial desde la entrada principal del liceo hacia el público que se encontraba en la avenida Miguel Claro. Posteriormente los invitados pasaron a tomar desayuno al Casino de alumnos. A las 09:30 se inició la Ceremonia de Acción de gracias con la participación de la Iglesia católica y la Iglesia evangélica pentecostal. A las 10.50 con la llegada del exalumno e intendente de la Región Metropolitana de Santiago Juan Antonio Peribonio se dio inicio a la Ceremonia Oficial del Centenario, la Ceremonia duró más de dos horas y contó con la presencia de numerosas autoridades y más de 1600 invitados. A las 19.50 horas se inició el Concierto de Gala patrocinado por la Gran Logia de Chile que contó con la participación del exalumno y destacado pianista Mario Cervantes, acompañado por la Sinfonetta Santiago, bajo la dirección del Maestro Santiago Meza; quienes en conjunto maravillaron a los más de 1500 asistentes.
El 18 de junio de 2013, el rector de la Universidad de Santiago de Chile Sr. Juan Manuel Zolezzi visitó el liceo en el marco de la feria universitaria que brindó la USACH a los alumnos de tercer y cuarto medio del Liceo, que forma parte del Plan de Orientación Vocacional del Liceo liderado por el Profesor Luis Alberto Fuentes.
El 31 de agosto de 2013, se celebró el centenario de la fundación, 25 de agosto de 1913, de la "Brigada de Boy Scouts José Victorino Lastarria". La actividad contó con de más de 400 personas dentro de ellos estuvieron: la Presencia de la alcaldesa de Providencia Josefa Errázuriz; del Director Nacional de la Asociación de Guías y Scouts de Chile, Gerardo González, del Secretario General de la Corporación de Desarrollo Social de Providencia, Harry Abrahams; y de la Directora Interina del Liceo José Victorino Lastarria, Malva Venegas A.
El 6 de septiembre de 2013, se presentó en la Salón Auditorium la Orquesta de Cámara de la Pontificia Universidad Católica de Chile.
El año 2016 gana las elecciones del Centro de Alumnos un grupo de estudiantes pertenecientes a organizaciones de extrema izquierda llamadas "Colectivo Lastarria Resiste (CLR)" y "Ofensiva Secundaria" (actualmente "Unión Rebelde"), que agrupaban a estudiantes anarquistas, marxistas, miristas, e independientes del liceo. Ese año el Lastarria estuvo en toma durante 2 meses exigiendo claustros multiestamentales resolutivos y movilizándose por las demandas históricas del movimiento estudiantil (fin a la represión, democratización de las comunidades educativas, gratuidad, etcétera); encabezando las movilizaciones estudiantiles de dicho año junto a la ACES (Asamblea Coordinadora de Estudiantes Secundarios), período que se le denomina "Ofensiva Estudiantil". Además, el liceo se toma otras 3 veces en el año, una de ellas haciendo el llamado a no votar en las elecciones municipales y la otra sumándose al histórico paro nacional en contra de las AFP realizado el 4 de noviembre de dicho año.
El año 2017 por consecuencia de la ruptura del "Colectivo Lastarria Resiste", acompañado de una mala reputación por diferentes malversaciones de fondos, gana las elecciones de Centro de Alumnos un grupo de estudiantes pertenecientes a la "Sociedad de Debate del Liceo Lastarria" encabezados por Matias Ogueda y Héctor Muñoz. Ese año el Lastarria pasó por un proceso de conflicto entre el CALL y el CoDeCu de la tarde, culminando en una toma ilegal el 15 de mayo por parte de estos últimos. La toma fue bajada a los días por la falta de votación efectiva. El resto del año estuvo marcado por varios intentos de toma y la participación activa dentro del movimiento estudiantil.

### Proceso para un establecimiento mixto
En el marco de las movilizaciones feministas de 2018 donde existió una gran movilización de estudiantes universitarios y en menor medida, de estudiantes secundarios. El establecimiento fue tomado el día 23 de mayo de 2018 por su estudiantado mediante una votación donde participaron 1600 alumnos, teniendo una aprobación de 990 estudiantes. Uno de los puntos del petitorio de esta movilización manifestaba la voluntad del estudiantado para que el liceo sea mixto, de esta forma, abriendo la puerta para que realicen las gestiones para llevar a cabo este cambio. La Municipalidad de Providencia se mostró a favor de este cambio y el día 4 de septiembre se inició el proceso de postulación admitiendo así, después de 105 años de historia, a mujeres en su estudiantado.
El día 5 de marzo de 2019, fue un día histórico para el establecimiento ya que se incorporaron las primeras 30 niñas de la historia del Liceo, las cuales ingresaron al nivel de Kinder. Además de esto, se detalló que este proceso de apertura para estudiantes del sexo femenino será paulatino y dentro de 13 años el establecimiento será completamente mixto.

### Dirección posterior a la Pandemia (Covid-19)
En marzo de 2022, estalla una "funa" contra 8 estudiantes de cuarto medio, donde se les acusa de difundir contenido pornográfico de diversas alumnas de distintos establecimientos emblemáticos de la comuna, además de planificar una "Manada" para violar a mujeres. Tanto la directiva del cuarto medio afectado y la Municipalidad de Providencia en conjunto condenaron enérgicamente el hecho, y exigieron la expulsión de los 8 estudiantes involucrados. La alcaldesa, Evelyn Matthei, en reiteradas ocasiones expresó públicamente su rechazo a estos actos y se compromete a expulsar a los estudiantes funados. Posterior a esto,  denuncias externas e internas contra dirección del liceo por "encubrir" la situación, provocó la desvinculación de varios miembros de la comunidad educativa. Posteriormente, aparecieron distintas "funas" contra estudiantes de diversos cursos,  tras una polémica elección del CELL (centro de estudiantes), y la amenaza de reintegro de algunos estudiantes "funados", la asamblea general decidió tomarse el liceo (con apoyo del CELL). Durante esta toma, han participado variadas figuras del espectro político, como el diputado Gonzalo Winter, las diputadas Alejandra Placencia y Emilia Schneider y el excandidato presidencial Eduardo Artés, quienes manifestaron públicamente su apoyo a la toma. Estas visitas, generaron polémica dentro de la CDS de Providencia, ya que, en el acta de entrega del liceo, se prohíbe la entrada de externos, el CELL no se ha referido al respecto. Los 8 estudiantes funados del grupo "la manada" fueron expulsados del establecimiento.
El 13 de octubre de 2023 asumió como director el señor Juan Pablo Vásquez Flores quien fue designado por el Sistema de Alta Dirección Pública. En su periodo, el Liceo logró importantes logros académicos, como por ejemplo, los 13 puntajes nacionales obtenidos en las pruebas PAES 2023 y 2024.
Durante el año 2024 se registraron diversos incidentes tanto en el interior como en el exterior del establecimiento, protagonizados por grupos revolucionarios autodenominados "Piño 38". Asimismo, se informó que el liceo estuvo en toma en tres ocasiones.
El 15 de enero de 2025 se informó que el director en funciones presentó su renuncia de manera voluntaria. En su lugar, asumió como directora subrogante la señora Romina Fumey Abarzúa, quien se desempeña como subdirectora de la Dirección de Educación de la Corporación de Desarrollo Social de Providencia.
Desde el 3 de marzo de 2025, la Corporación de Desarrollo Social de Providencia, a través de la Dirección de Educación, informó que la señora Romina Fumey Abarzúa asumirá el cargo de directora interina del establecimiento, lo que implica su desvinculación del cargo de subdirectora de la Dirección de Educación de la misma corporación.
La nueva Directora (I) es licenciada en Lengua Castellana y Comunicación, además de contar con el título profesional de periodista. Posee un Magíster en Planificación y Evaluación de las Competencias y los Aprendizajes, otorgado por la Universidad Central, así como siete diplomados relacionados con el ámbito educativo y de enseñanza.
En su trayectoria laboral, ha desempeñado funciones como profesora en el Centro Educacional Santa Rosa de La Cisterna y en los Centros de Educación Integrada de Adultos de La Pintana. Además, ejerció como Jefa de la Unidad Técnico-Pedagógica (UTP) en el Internado Nacional Barros Arana de Santiago.
En 2014, asumió la Dirección del Liceo Dr. Roberto Humeres Oyaneder de San Felipe, y entre 2018 y 2022 se desempeñó como directora del Liceo Tajamar de Providencia. Posteriormente, ocupó el cargo de subdirectora de Educación de Providencia, función que desempeñó hasta el mes de febrero pasado.

### Dirección de Marcela Jara Villavicencio (2025-)
El 23 de julio de 2025, la Corporación de Desarrollo Social de Providencia a través de la Dirección de Educación anunció el nombramiento de Marcela Jara Villavicencio como directora del Liceo José Victorino Lastarria, tras resultar seleccionada mediante concurso público del Sistema de Alta Dirección Pública (ADP).
La convocatoria fue publicada el 12 de marzo de 2025, conforme al DFL N.º 1 de 1996 del Ministerio de Educación y la Ley N.º 20.501 sobre Calidad y Equidad de la Educación. El proceso consideró evaluación curricular, evaluación psicolaboral y entrevistas con una Comisión Calificadora, que propuso una nómina de elegibles al sostenedor.
Marcela Jara Villavicencio es profesora de Estado en Historia y Geografía por la Universidad de Santiago de Chile y posee un magíster en Liderazgo y Gestión Educativa de la Universidad Diego Portales. Además, cuenta con diplomados en liderazgo pedagógico, gestión académica y aprendizaje.
Tiene más de 25 años de experiencia en el sistema educativo de nuestro país. Se ha desempeñado como directora de la Escuela República de Colombia (2014–2018), Escuela Territorio Antártico (2019–2023) y Colegio Mirador de Puente Alto (2024–2025). También ha sido coordinadora académica en los colegios Alicante del Sol, Navarra y San Pedro Apóstol.
En 2020 fue reconocida por la Alta Dirección Pública entre las 20 figuras destacadas del liderazgo educativo en escuelas públicas de Chile.
Asumió sus funciones como directora del liceo el 24 de julio de 2025 bajo un convenio de desempeño con duración de cinco años.
Tras la designación, la directora (I) del establecimiento, Romina Fumey, regresó a sus funciones en la Dirección de Educación de la Corporación de Desarrollo Social de Providencia, desempeñándose como Subdirectora.

## Logros académicos
Uno de los pilares y el más importante del Liceo Lastarria a lo largo de su historia ha sido sus logros académicos.
- En la Prueba de Aptitud Académica del año de 1967, los 153 alumnos del Liceo promediaron 529 puntos.
- En la Prueba de Selección Universitaria del año 2004, los 370 alumnos del Liceo promediaron 619 puntos, logrando el 88.º lugar nacional y 3.º municipal de Chile.
- En la Prueba de Selección Universitaria del año 2005, los 395 alumnos del Liceo promediaron 622.8 puntos, logrando el 86.º lugar nacional y 3.º municipal de Chile.
- En la Prueba de Selección Universitaria del año 2006, los 370 alumnos del Liceo promediaron 629. puntos, logrando el 76.º lugar nacional y 3.º municipal de Chile. Además, 1 alumno del Liceo obtuvo puntaje nacional.
- En la Prueba de Selección Universitaria del año 2007, los 354 alumnos del Liceo promediaron 629. puntos, logrando el 124.º lugar nacional y 3.º municipal de Chile. Además, 5 alumnos del Liceo obtuvieron puntaje nacional.
- En la Prueba de Selección Universitaria del año 2008, los 384 alumnos del Liceo promediaron 640. puntos, logrando el 84.º lugar nacional y 3.º municipal de Chile. Además, 1 alumno del Liceo obtuvo puntaje nacional.
- En la Prueba de Selección Universitaria del año 2009, los 380 alumnos del Liceo promediaron 634.6 puntos, logrando el 129.º lugar nacional y 3.º municipal de Chile. Además, 3 alumnos del Liceo obtuvieron puntaje nacional.
- En la Prueba de Selección Universitaria del año 2010, los 378 alumnos del Liceo promediaron 641 puntos, logrando el 120.º lugar nacional y 4.º municipal de Chile. Además 11, alumnos del Liceo obtuvieron puntaje nacional, siendo el 3.er colegio con más puntajes nacionales de Chile.
- En la Prueba de Selección Universitaria del año 2011, los 471 alumnos del Liceo promediaron 633.17 puntos, logrando el 154.º lugar nacional y 5.º municipal de Chile. Además, 2 alumnos del Liceo obtuvieron puntaje nacional.
- En la Prueba de Selección Universitaria del año 2012, los 321 alumnos del Liceo promediaron 615 puntos, logrando el 9.º lugar municipal de Chile.
- En la Prueba de Selección Universitaria del año 2013, los 346 alumnos del Liceo promediaron 624,6 puntos, logrando el 4.º lugar municipal tradicional de Chile.
- En el ranking histórico de la Prueba de Selección Universitaria (2003-2011) el Liceo Lastarria es considerado el 3.er mejor establecimiento educacional municipal de todo el país y 92.º de todos los establecimientos educacionales, tanto particulares como subvencionados y municipales a nivel nacional, con una ponderación histórica de 631.05 con 450 alumnos promedio que rinden la prueba año a año.

## Emblemas institucionales

### Insignia

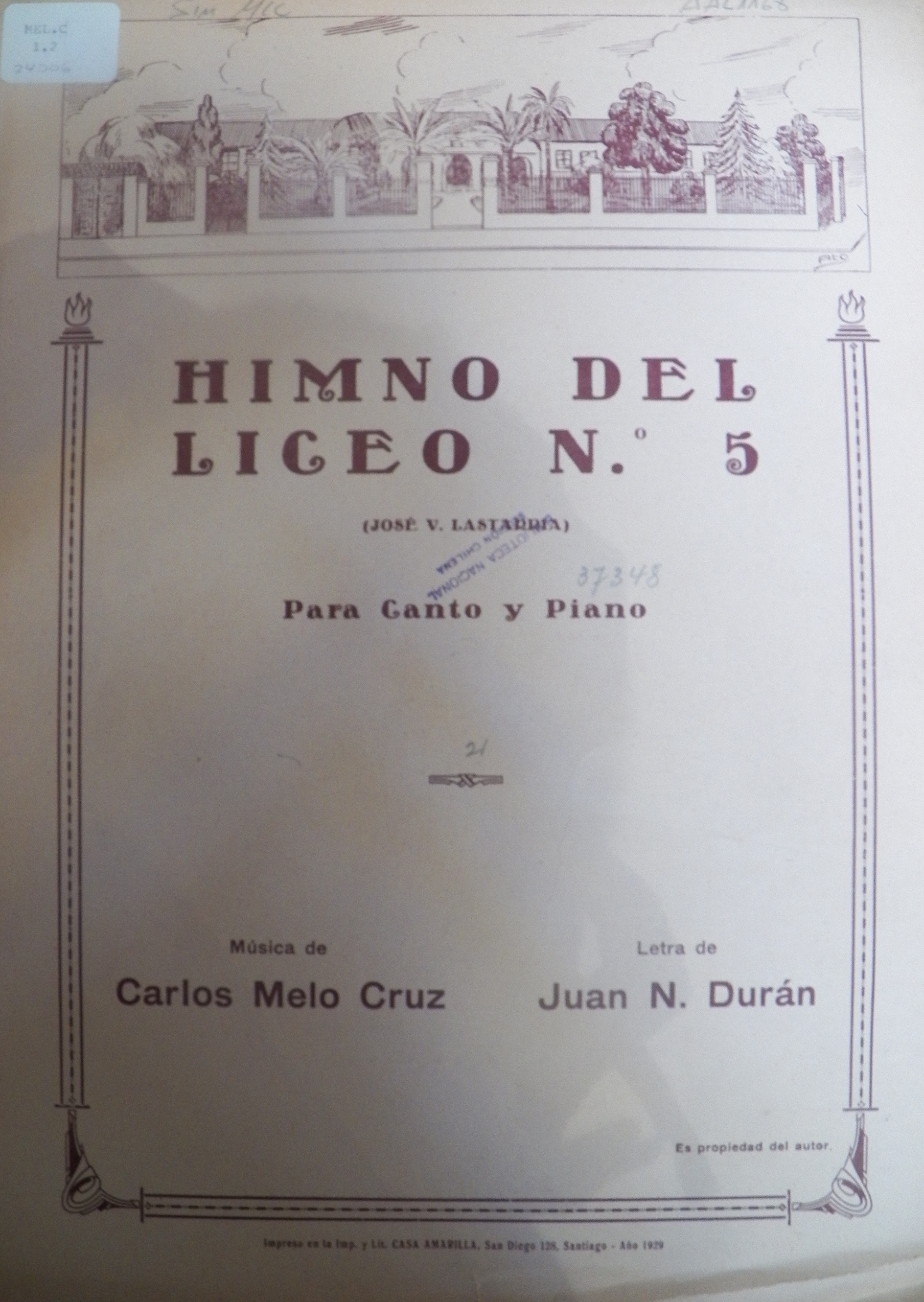
Partitura original del Himno del Liceo Lastarria

La antorcha del Liceo Lastarria es la insignia institucional. Esta antorcha fue creada por el ex-rector Agustín Candia Valdebenito a mediados de la década del 60´. Simboliza que siempre el Liceo Lastarria es un ganador, que cada uno de sus Lastarrinos fueron, son y serán los mejores, y que bajo esta antorcha cada lastarrino es iluminado hacia la mayor excelencia nacional.

### Himno
El himno institucional fue creado en 1928, cuando el liceo tenía tan solo 15 años de existencia. La letra fue creada por el entonces profesor y posterior Rector Sr. Juan N. Durán y la música por el profesor Carlos Melo Cruz.
¡Alma plena de plena alegría!
¡El gran dueño del mundo yo soy!
¡De simiente al calor de armonía,
anchos surcos llenándolos voy!
Oh Lastarria, tus rutas sagradas
recorremos con fin al futuro;
Tú nos das de tus mieses doradas
el magnífico fruto maduro.
Alma plena de plena alegría!
¡El gran dueño del mundo yo soy!
¡De simiente al calor de armonía,
anchos surcos llenándolos  voy!
En tu fuente de límpido espejo,
agua pura mitiga la sed Y la luz que nos da tu reflejo
ideales nos hace tejer.
Oh, Liceo, mañana triunfantes
de optimismo la patria seremos.
¡Adelante, adelante, adelante!
La victoria que viene cantemos.
Al finalizar la entonación del himno, es tradición el llamado «grito del liceo», que es dirigido por algún lastarrino y replicado por el resto de los presentes. El grito tiene su origen en la segunda mitad del siglo XX.

### Uniforme
El tradicional uniforme Lastarrino consta de camisa celeste, corbata azul marino con diseño lastarrino, pantalón y vestón con su respectiva insignia, lo que ha hecho que el Liceo Lastarria sea reconocido por su color celeste, lo que también ha valido el apodo de Pitufos haciendo referencia a la historieta y posterior serie de televisión, Los Pitufos. Desde el año 2005 se implementa el uniforme de verano, en
El que la tradicional camisa es reemplazada por una polera azul marino con cuello rojo y el logo del liceo. El uniforme de Educación Física consta de una polera azul con franjas rojas a los lados y el logo del colegio y buzo azul marino y un polerón azul marino con gris. En el año 2009 se implementó el polerón del colegio que puede ser usado en vez del vestón, este es de color azul marino con toques de rojo y el logo del Liceo.
En el año 2015 se cambió la polera de Ed. Física de una gris de algodón a la actual de poliéster y algodón que es más cómoda para realizar tal actividad.
Ya en el año 2019 se implementó por primera vez el uniforme de damas, esto con motivo del ingreso de la primera generación de niñas al curso de Kínder, que consta del uso de falda, blusa blanca, corbatín, delantal cuadrillé azul, calcetas azules, zapatos negros y la distintiva polera institucional.

## Refugio El Tabo
En 1943, fueron donados unos terrenos al liceo ubicados en el camino que va a la quebrada de Cordová, en El Tabo, donde alrededor de 4 años más tarde se limitaron del resto con la construcción de una muralla. Don Belisario Avilés, rector de ese entonces y hoy fallecido, se dio la tarea de construir allí un refugio para los lastarrinos, pero estaba el problema de la compra de los materiales para llevar a efecto esta obra. Con el traslado de la casa del Mayordomo, Misael Zamorano, su antigua vivienda era demolida para dar pasada al pabellón de las preparatorias, siendo todo el material aprovechable enviado a El Tabo para comenzar a construir el refugio, donde los alumnos y maestros pudieran pasar temporadas de reposo en vacaciones. La casona demolida y cuyas bases sirvieron a la edificación del Refugio, habían pertenecido al Arzobispo Miguel Claro, a quien se le arrendaran estos terrenos en 1913. Corría 1947, cuando un grupo de maestros, contándose además a Misael, padres, alumnos y bajo de la dirección del Arquitecto Caracci, comenzó a levantarse esta obra, prácticamente con "casi nada”, pero con el entusiasmo de muchos docentes y la rectoría del establecimiento, para llegar a tener hoy un refugio que constantemente sirve a los lastarrinos, tanto en vacaciones de invierno y verano. La maestra de preparatorias Lidia Urrutia, quien se distinguió siempre por su cooperación a las actividades extraprogramática del liceo, logró que se amoblara el hall del Refugio con muebles adecuados. El Refugio cuenta con una gran cocina, amplios comedores, un inmenso dormitorio con capacidad para más de 40 camarotes, dormitorio del rector, salón de actividades, una casa perteneciente a la familia administradora del recinto, además cuenta con una multicancha de cemento, un quincho y también un amplió bosque. El año 2009 la en ese entonces nueva Directora Cecilia Tapia Araneda traspasó la administración del Refugio al Centro de padres y apoderados. El Terremoto de Chile de 2010 provocó grandes daños infraestructurales en el Refugio, lo que llevó al Alcalde de la comuna de El Tabo a decretar la demolición el día 29 de marzo del 2010, la cual fue levantada el día 13 de enero del 2011 por un decreto Alcaldicio. El centro de padres y apoderados del Liceo Lastarria (administrador del refugio), estaba pronto a realizar los trabajos de reconstrucción en el refugio para poder volver a utilizarlo el año 2012, pero ante las circunstancias del Movimiento estudiantil en Chile de 2011 y la "toma" del Liceo, no se pudieron llevar a cabo en ese momento, y por ende el Refugio no fue utilizado por los alumnos desde el Terremoto de Chile de 2010 hasta cerca del año 2015.
En los años posteriores, el Centro de Padres y Apoderados (CEPA), organizó variadas instancias a beneficio para poder "salvar" este refugio, entre los que están dos bingos, rifas, entre otros, logrando así su cometido y prolongando el tiempo de vida de este antiquísimo refugio.
Para el año 2019, el Centro de Padres cede la administración del refugio a un nuevo grupo, la "Asociación Cultural y Deportiva" del Liceo Lastarria, la cual está conformada por distintos funcionarios del liceo.

## Plan de estudios
Su proyecto educativo corresponde al plan de estudios científico humanista, que imparte la modalidad de educación general básica N.B.6 (7.º y 8.º años) y de educación media científico-humanista (1.º a 4.º años). Asimismo, ofrece educación de personas jóvenes y adultas (EPJA), primer nivel, que corresponde a 1.º y 2.º medio, y segundo nivel, que corresponde a 3.º y 4.º medio.
El Lastarria posee tres jornadas: jornada de la tarde para 7.º básico hasta 2.º medio, jornada de la mañana para 3.º a 4.º medio; y la jornada vespertina, destinada a la educación de personas jóvenes y adultas (EPJA), con primer nivel (1.º y 2.º medio) y segundo nivel (3.º y 4.º medios). El liceo se declara laico, por lo que los estudiantes que lo deseen pueden cursar la asignatura electiva de Religión Católica o Religión Evangélica, ambas de una duración de dos horas semanales.
El objetivo del Lastarria es que sus educandos reciban una Educación de "Tradición Laica, pluralista y democrática, que les otorgue una educación humanístico-científica de excelencia y que les permita un eficaz desempeño en los estudios superiores, sobre la base de un sólido desarrollo valórico e intelectual.

### Séptimo y octavo básico
Durante los niveles 7.º y 8.º de Educación General Básica, los estudiantes deben cursar las siguientes asignaturas obligatorias;
| Asignatura                       | Horas semanales | Asignatura            | Horas semanales |
| -------------------------------- | --------------- | --------------------- | --------------- |
| Lengua Castellana y Comunicación | 6               | Educación Tecnológica | 1               |
| Historia                         | 4               | Artes Visuales        | 2               |
| Idioma Extranjero (English)      | 3               | Artes Musicales       | 2               |
| Orientación                      | 1               | Educación Física      | 2               |
| Biología                         | 2               | Química               | 2               |
| Educación Matemática             | 6               | Física                | 2               |

### Primero y segundo medio
Durante los dos primeros niveles de Educación Media, 1.º y 2.º medio, los estudiantes deben cursar las siguientes asignaturas obligatorias;
| Asignatura                       | Horas semanales | Asignatura            | Horas semanales |
| -------------------------------- | --------------- | --------------------- | --------------- |
| Lengua Castellana y Comunicación | 6               | Química               | 2               |
| Idioma Extranjero (English)      | 3               | Educación Tecnológica | 1               |
| Historia y Ciencias Sociales     | 4               | Física                | 2               |
| Matemática                       | 6               | Educación Física      | 2               |
| Biología                         | 2               | Consejo de Curso      | 1               |

Los estudiantes deben cursar además una asignaturas optativa: Arte Musicales o Artes Visuales. El estudiante al matricularse debe elegir el arte que cursará durante el año y si realizará o no Religión. Ambas asignaturas tienen una duración de dos horas semanales.

#### Tercero y cuarto medio
Durante los dos últimos niveles de Educación Media, 3.º y 4.º medio, los estudiantes deben cursar diez asignaturas obligatorias y las tres optativas.
Las asignaturas obligatorias, módulo común, son las siguientes;
| Asignatura                       | Horas semanales | Asignatura                  | Horas semanales |
| -------------------------------- | --------------- | --------------------------- | --------------- |
| Lengua Castellana y Comunicación | 3               | Física                      | 2               |
| Historia y Ciencias Sociales     | 4               | Química                     | 2               |
| Filosofía y Psicología           | 3               | Educación Física            | 2               |
| Matemática                       | 3               | Consejo de Curso            | 1               |
| Biología                         | 2               | Idioma Extranjero (English) | 3               |
| Artes visuales / musicales       | 2               |                             |                 |

Los estudiantes que lo deseen pueden cursar la asignatura electiva de Religión, o el proyecto educacional Aula 41, ambas 2 horas cada semana.

##### Plan electivo tercero
Cada alumno debe elegir un asignatura por Plan Electivo en tercero medio. Las asignaturas electivas son las siguientes:
| Asignaturas Plan Electivo 1          | Horas semanales | Asignaturas Plan Electivo 2         | Horas Semanales | Asignaturas Plan Electivo 3                | Horas semanales |
| ------------------------------------ | --------------- | ----------------------------------- | --------------- | ------------------------------------------ | --------------- |
| Álgebra y Modelos Analíticos         | 3               | Álgebra Vectorial                   | 3               | Formación Diferenciado H-C-O               | 3               |
| Evolución, Ecología y Medio Ambiente | 3               | Realidad Nacional                   | 3               | Artes Musicales                            | 3               |
| Lenguaje y Sociedad                  | 3               | Modelo Social-Comunicativo (Inglés) | 3               | Argumentación                              | 3               |
| Artes Escénicas                      | 3               | Sistemas Tecnológicos               | 3               | Educación Física y educación para la salud | 3               |

##### Plan electivo cuarto
Cada alumno debe elegir un asignatura por Plan Electivo en cuarto medio. Las asignaturas electivas son las siguientes:
| Asignaturas Plan Electivo 1        | Horas Semanales | Asignaturas Plan Electivo 2   | Horas semanales | Asignaturas Plan Electivo 3                | Horas semanales |
| ---------------------------------- | --------------- | ----------------------------- | --------------- | ------------------------------------------ | --------------- |
| Funciones y Procesos infinitos     | 3               | Termodinámica                 | 3               | Formación Diferenciado H-C-O               | 3               |
| Célula, Genoma y Organismo         | 3               | La Ciudad Contemporánea       | 3               | Artes Musicales                            | 3               |
| Literatura e Identidad             | 3               | Modelo Científico-Tecnológico | 3               | Problemas del Conocimiento                 | 3               |
| Discurso y Fundamentos de Retórica | 3               | Artes Visuales                | 3               | Educación Física y educación para la salud | 3               |

## Proceso de admisión
El proceso de admisión del Liceo Lastarria se encuentra prácticamente igual desde la década del 30´. Reúne para kínder alrededor de 250 postulantes para 54 cupos y en el caso de 7.º básico y 1.º medio recibió alrededor de 1600 postulantes teniendo 66 y 25 cupos respectivamente. El proceso consiste en una prueba de Castellano y otra de Matemática que se realizan durante la mañana de un día sábado. Actualmente ya no se realizan pruebas de admisión debido a la nueva Ley de Inclusión.

## Centro de Estudiantes
El Centro de Estudiantes (CELL) es el órgano encargado de representar y defender los derechos e intereses de todos los estudiantes del liceo.
La mesa directiva del año 2025 es la siguiente:
- Presidencia: Bastián Lucero (4.º D)
- Vicepresidencia: Agustín Bacigalupo (2.º C)
- Secretaría Ejecutiva Jornada Mañana: Damián Álamos (4.º D) y Gabriel González (4.º A)
- Secretaría Ejecutiva Jornada Tarde: Alonso Sepúlveda (2.º B)
- Secretaría de la Jornada Tarde: Lucas Vásquez (2.º B)
- Secretaría de Actas: –
- Secretaría de Finanzas: Alonso Roco (1.º C)
- Relaciones Públicas: Santiago Fernández (4.º D) y Valentín García (4.º D)

### Asesores 2025
- Apoderado de lista: Luis Vergara (4.º B)
- Docente asesor: Víctor Godoy (Artes Visuales)
- Docente asesor: Sirka Campbell (Filosofía)
- Docente asesor: María Cristina Díaz Herrera (Orientación)
- Docente asesor: Arturo Zelada Navarro (Física)

## Ex-Centro de Estudiantes
La mesa directiva del año 2024 es la siguiente:
- Presidencia: Benjamín Miyamoto
- Vicepresidencia: Ian Lobos
- Secretaría Ejecutiva Jornada Mañana: Vicente Sepúlveda
- Secretaría Ejecutiva Jornada Tarde: Jorge San Martín
- Secretaría de Actas: Martín Prado
- Secretaría de Finanzas: Martín Lanzarini
- Relaciones Públicas: Nicolás Briceño

La mesa directiva del año 2023 es la siguiente:
- Presidencia: Vicente Figueroa
- Vicepresidencia: Tomás Araya
- Secretaría Ejecutiva Jornada Mañana: Benjamín Jiménez
- Secretaría Ejecutiva Jornada Tarde: Alonso Roco
- Secretaría de Actas: José Acevedo
- Secretaría de Finanzas: Carlos Hernández
- Relaciones Públicas: Nicolás Hormazábal

### Asesores 2023
- Docente asesor: Ignacio Nilo Pérez (Lengua y Literatura)
- Docente asesor: Félix Arriagada Durán (Lengua y Literatura)
- Docente asesor: Sirka Campbell Villavicencio (Filosofía)

## Equipo de gestión
| Cargo                                                             | Funcionario(a)               |
| ----------------------------------------------------------------- | ---------------------------- |
| Director(a)                                                       | Marcela Jara Villavicencio   |
| Inspector General - 1.ª Jornada                                   | Rodrigo Villa Pérez          |
| Inspector General - 2.ª Jornada                                   | Juan Carlos Jaque Parra      |
| Inspector General - 3.ª Jornada                                   | Mauricio Villarroel Letelier |
| Inspectora General de la Enseñanza Básica                         | Yajaira Latrach Latrach      |
| Jefa de la Unidad Técnico-Pedagógica (UTP) - 1.ª Jornada          | Mariana Melginher Gutiérrez  |
| Jefe de la Unidad Técnico-Pedagógica (UTP) - 2.ª Jornada          | Álvaro Reyes Troncoso        |
| Jefa de la Unidad Técnico-Pedagógica (UTP) de la Enseñanza Básica | Jessica Alvear Godoy         |
| Orientadora - 1.ª Jornada                                         | Rosa Solís Améstica          |
| Orientadora - 2.ª Jornada                                         | María Cristina Díaz Herrera  |
| Orientador - 3.ª Jornada                                          | Luis Contreras Rojas         |
| Orientadora de la Enseñanza Básica                                | Mariana Lastra Chacón        |

Cabe mencionar que la Unidad Técnico-Pedagógica constituye un componente fundamental dentro de las instituciones educativas, cuya gestión y dirección están bajo la responsabilidad de los Departamentos de Asignaturas. Estos departamentos, dirigidos por los jefes o coordinadores correspondientes, asumen la tarea de planificar, coordinar y supervisar los aspectos pedagógicos en sus respectivas áreas. La estructura descentralizada de la Unidad Técnico-Pedagógica facilita una integración más efectiva entre los contenidos curriculares y las prácticas pedagógicas, promoviendo una educación de alta calidad en el ámbito de cada asignatura.

### Departamentos de asignaturas
- Departamento de Lengua y Literatura
- Departamento de Matemáticas
- Departamento de Inglés
- Departamento de Biología
- Departamento de Física
- Departamento de Química
- Departamento de Historia, Geografía y Ciencias Sociales
- Departamento de Filosofía
- Departamento de Tecnología
- Departamento de Religión
- Departamento de Artes Visuales
- Departamento de Música